# ピール地域 (西オーストラリア州)

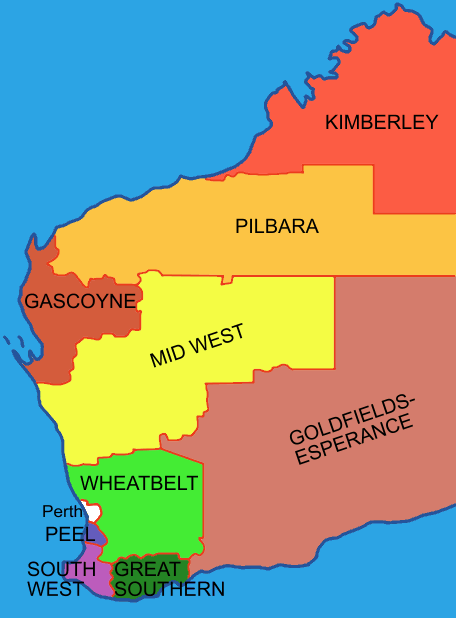
南西の沿岸部、藍色に塗られた部分がピール地域

ピール地域（英語：Peel Region）は、オーストラリア・西オーストラリア州を9つに分けた地域区分のうちの1つ。州都パースの南に隣接し、東をウィートベルト地域に、南を南西部地域に接する。西はインド洋に面する。面積6,648 km²、人口は約14万人で、その約3分の2はマンジュラに住む。
海沿い付近にはヤルゴラップ国立公園があり、コバノブラシノキ属、モクマオウ属、アゴニス属、ユーカリ属などの森林が生えている。一帯に渉禽類が多く訪れ、塩水に炭酸カルシウムのスロンボライトが多く見られるため、1990年にラムサール条約登録地となった。

## 歴史
ヨーロッパ人による入植が開始されるより以前、ピール地域にはアボリジニのヌンガー部族が定住していた。1829年に現在のパースを中心とするスワン川入植地が建設されてすぐ、トーマス・ピール主導のもと沿岸部を対象として入植計画が実行された。しかしこの計画は杜撰なものであり、初期の入植者は多数が入植後数カ月のうちに栄養失調で死亡した。死を免れた人々も定住を諦め、肥沃な土地の見つかった内陸部へと移動するものも多かった。
1846年、西オーストラリア州で最初の鉱石採掘が現在のマンディジョン近くのヤラバーにて始まり、鉛、銀、亜鉛を産出した。1872年にはジャラデールに製材所が建設され、同州最大の林業拠点としてマンディジョン、ワルーナ、ドウェリンガップなど森林鉄道沿いの地区の発展を支えた。

## 経済
ピール地域の主産業は、上述に見られるように鉱業と林業である。ボーキサイトの一大産出地であり、アルミナへの精練もピンジャラとワガーアップにて行われている。またボディントンでは金が採掘されている。それに対し林業は近年衰退気味である。その他の産業として、農業ならびに乗馬クラブなどの運営も広く盛んである。

## 地方行政区分
ピール地域は、下記の地方自治体によって構成される。
- ボディントン
- マレー
- サーペンタイン＝ジャラデール
- ワルーナ